# آپتاکیسیک (ایلینوی)
آپتاکیسیک (به انگلیسی: Aptakisic) یک منطقهٔ مسکونی در ایالات متحده آمریکا است که در شهرستان لیک، ایلینوی واقع شده است. آپتاکیسیک ۲۰۹٫۱ متر بالاتر از سطح دریا واقع شده است.